# Ableizam
Ableizam (eng. ableism ili disablism, od disability = invalidnost ili nesposobnost, ability = sposobnost) jest diskriminacija i socijalne predrasude prema osobama s invaliditetom ili za koje se smatra da imaju neki oblik invaliditeta. Po ableizmu, osobe definiraju njihove sposobnosti i invalidi su smatrani manje vrijednima od ne-invalida. Ljude se na toj osnovi osuđuje i određene prilike im se uskraćuju. 
Postoje stereotipi, pretežito netočni, povezani s općenitim i specifičnim oblicima invalidititeta (na primjer, pretpostavka da svi invalidi žele biti izliječeni, da korisnici invalidskih kolica nužno imaju intelektualni invaliditet ili da slijepe osobe imaju osobito jak njuh ili sluh). Ti stereotipi zauzvrat služe kao opravdanje ableističkog ponašanja i jačaju diskrimininantne stavove i ponašanja prema osobama s invaliditetom.
U ableističkim društvima se na ljude s invaliditetom gleda kao manje vrijedne od drugih. Pokret eugenike s početka 20. stoljeća smatra se primjerom rasprostranjenog ableizma. Masovna ubojstva invalida u nacističkoj Njemačkoj, Aktion T4, primjer su ekstremnog ableizma. 
Ableizam se može bolje razumjeti čitanjem literature koju su objavili oni koji žive s invaliditetom, koji imaju iskustva iz prve ruke. Studij invalidnosti (Disability Studies) je akademska disciplina koju je također korisno istražiti kako bi stekli bolje razumijevanje problema u društvu povezanih s inkluzijom, pristupačnošću i diskriminacijom. 

## Povijest

### Kanada
Ableizam u Kanadi odnosi se na određene vrste razgovora i ponašanja koje izražavaju osjećaj tjeskobe, straha, neprijateljstva i antipatije prema osobama s invaliditetom. 
Vrste diskriminacije koje su se pojavile ili koje se još uvijek pojavljuju u Kanadi uključuju mogućnost pristupa važnim objektima poput infrastrukture prometne mreže, restriktivne imigracijske politike, prisilna sterilizacija radi onemogućavanja potomstva, prepreke pri zapošljavanju, dovoljno visoke plaće za održavanje minimalnog životnog standarda i institucionalizacija invalida u nehumanim uvjetima.
Mjere štednje koje kanadska vlada provodi ponekad se nazivaju ableističkima, poput ukidanja programa koji spašavaju osobe s invaliditetom od života u siromaštvu i opasnih okruženja.

### Nacistička Njemačka
Hitler je 1939. potpisao tajnu uredbu o programu eutanazije, Aktion T4, kojom je odobreno ubijanje odabranih pacijenata s kroničnim neurološkim poremećajima. Kao posljedica ovog programa ubijeno je oko 70.000 osoba s invaliditetom. Pod pritiskom javnosti, program je 1941. službeno zaustavljen, ali je rad nastavljen izvan očiju javnosti. Ubijeno je ukupno 200.000 ili više ljudi do 1945. godine, kraja Hitlerove vladavine.

### Ujedinjeno Kraljevstvo
U Velikoj Britaniji diskriminacija na bazi invaliditeta proglašena je nezakonitom Zakonima o diskriminaciji invalidnosti iz 1995. i 2005. godine. Oni su kasnije zamijenjeni Zakonom o ravnopravnosti iz 2010. godine (Equality Act 2010).kojim je ujedinjeno više zaštitnih mjera protiv diskriminatornog ponašanja na bazi invalidnosti, rase, religije i vjerskog uvjerenja, spola, seksualne orijentacije, rodnog identiteta, dobi i trudnoće, tzv. "zaštićenih karakteristika".  
Pravna definicija invalidnosti koja se koristi u zakonu je: Osoba ima invaliditet ako ima tjelesno ili mentalno oštećenje, a spomenuto oštećenje ima značajan i dugoročni štetni učinak na njezinu sposobnost da provede uobičajene, svakodnevne aktivnosti. (Članak 6. stavak 1. Zakona o ravnopravnosti iz 2010. ) 
Neki slučajevi (poput sljepoće, AIDS-a i raka) su izravno spomenuti, dok je nekolicina (poput ovisnosti o drogama i alkoholu) posebno isključena. 

### Sjedinjene Američke Države
Do 1800-ih su osobe s invaliditetom često smatrane zlima ili opsjednutima zbog kršćanskog nauka. Kao i mnoge druge manjine, većinu američke povijesti su osobe s invaliditetom bile segregirane i ostajale bez prava. U 1800-ima se dogodio pomak s vjerskog na znanstveno gledište, zbog čega su započela istraživanja na osobama s invaliditetom. Javna stigma počela se mijenjati tek nakon Drugog svjetskog rata, kada su se mnogi Amerikanci vratili kući mentalno ili fizički hendikepirani. Šezdesetih godina 20. stoljeća, nakon pokreta za građanska prava, svijet je započeo pokret za prava osoba s invaliditetom. Cilj je bio da se svim osobama s invaliditetom pruže jednaka prava i mogućnosti. Do 1970-ih, zakoni su u Sjedinjenim Državama često bili ableistički. Na primjer, u mnogim su jurisdikcijama takozvani "zakoni o ružnoći " zabranjivali ljudima da se pojavljuju u javnosti ako imaju bolesti koje ih čine ružnima.
Zakon o obrazovanju osoba s invaliditetom (Individuals with Disabilities Education Act) američki je zakon koji studentima s invaliditetom osigurava besplatnu javnu edukaciju, prilagođenu njihovim individualnim potrebama. Cilj IDEA je pružiti djeci s invaliditetom jednaku priliku za obrazovanje kao i onima koji nemaju invaliditet. 

## Ableizam u medijima
Invalidnosti su u medijima često podzastupljene, prikazujući osobe na dehumanizirajući način umjesto da se na nj gleda iz njihove perspektive. Iako otprilike 20% ljudske populacije ima neki oblik invaliditeta, samo 2% likova na televiziji i filmu imaju invaliditet. Te likove gotovo uvijek igraju glumci/ice koji sami nemaju taj oblik invaliditeta.

### Negativci s invaliditetom
Jedan od najčešćih prikaza invaliditeta u medijima zu zlikovci. Lindsey Row-Heyveld primjećuje: "da su zli gusari nezbrinuti, ostarjeli i uvijek opremljeni umjetnom nogom, pokrivalom za oči ili kukom, dok junački gusari izgledaju poput Johnny Deppovog Jack Sparrowa." Invaliditetom se zlikovca nastoji odvojiti od prosječnog gledatelja i dehumanizirati ga, stvarajući negativnu stigmu s kojom osobe moraju živjeti u stvarnom svijetu. 

### Inspiration porn
Inspiration porn ili inspiracijska pornografija fenomen je u kojemu se osobe s invaliditetom prikazuje kao nadahnjujuće, makar izvodili najbanalniji svakodnevni zadatak. Argumenti protiv takvih videa i svih drugih vrsta medijskog prikazivanja su da invaliditet predstavljaju kao prepreku za prevladavanje ili rehabilitaciju, umjesto nešto čemu bi se društvo i javni prostor trebali prilagoditi, te da stvara veći razmak između osoba s invaliditetom i onih bez invaliditeta.

## Sportovi
Ableizam je često najjasniji kad se radi o sportu. U sportskim medijima se sportaši s invaliditetom često prikazuju inferiornim, naglašavajući rehabilitaciju, što je samo po sebi negativan pogled na invalidnost. Oscar Pistorius je južnoafrički trkač koji se natjecao na Paraolimpijadama 2004., 2008. i 2012. te Olimpijskim igrama 2012. u Londonu. Pistorius je bio prvi dvostruko amputirani sportaš na Olimpijskim igrama.  Dok se medijsko izvještavanje tijekom njegova natjecanja na Paraolimpijskim igrama fokusiralo na inspiraciju, ono na Olimpijskim igrama preusmjerilo se na pitanje jesu li mu umjetne noge davale prednost u natjecanju. 

## Vezani članci
- Pristupačnost
- Inkluzija
- Invalidnost
- Invalidnost i siromaštvo
- Pokret za prava osoba s invaliditetom
- Nevidljivi oblici invalidnosti
- Mentalno zdravlje
- Diskriminacija
- Stereotip
- Zločin iz mržnje
- Prisilna sterilizacija
- Predrasuda
- Paraolimpijske igre
- Specijalne olimpijske igre
- Festival jednakih mogućnosti
- Studij invalidnosti